# DK (banda)
DK (en ruso: ДК) fue una banda de rock underground soviética de culto fundada en Moscú en 1980 por su baterista y líder Serguéi Zharikov. Fue una de las primeras bandas de rock experimental soviéticas y rusas. DK era conocido por el estilo art punk sucio, sonido que combinaba blues rock, free jazz y RIO, y su escandalosa creatividad satírica antisoviética. La banda lanzó alrededor de 40 álbumes entre 1980 y 1990. DK fue una de las bandas más influyentes en la URSS, influenciando a bandas soviéticas y rusas como Grazhdanskaya Oborona, Sektor Gaza, Mongol Shuudan y Dna Error.

## Historia
Serguéi Zharikov pensó en crear su propia banda de rock en 1979, después de regresar del ejército.
Durante los diez años de su existencia, la banda pasó por algunas formaciones, y solo el baterista Sergey Zharikov permaneció como miembro constante de la banda. También fue el autor de la letra y la música. El primer álbum se grabó en cinta en el sótano de un albergue de Moscú. El primer vocalista fue el cantante Evgeny Morozov, graduado de la escuela de música Gnesin. En 1984, Morozov fue encarcelado por especulación. [6] Dmitry Yashin fue uno de los cofundadores del grupo y casi un miembro permanente del personal. Fue el guitarrista principal de DK desde 1981 hasta 1985 y desde aproximadamente 1987 hasta 1989. Yanshin también fue el director de la banda "Vesyoliye Kartinki", en la que tocaron algunos exmiembros de DK. Serguéi Letov fue saxofonista de DK de 1984 a 1989. También remasterizó algunos de los álbumes de DK.
En 2001, DK realizó un concierto de reunión oficial por su 20 aniversario. Los miembros y organizadores del concierto fueron el vocalista Igor Belov, el guitarrista Dmitry Yashin, el bajista Sergey Polyansky, el teclista Alexander Belonosov, el saxofonista Sergey Letov y el baterista Sergey Zharikov. Al concierto asistieron el crítico musical Sergei Guriev, el músico de rock siberiano Nick Rock-n-Roll y muchos otros.

## Discografía
- Goliye Nogi (1982, 1983)
- Lirika (1983, 1985)
- Desyatiy Molodezhniy Album (1983)
- Boga Net (1984)
- Kisilyov (1984)
- Malenkiy Prints (1984)
- Strizhenaya Umnaya Golovka (1984)
- Vtoroe Aprelya (1984)
- Snova Lyubov poselitsya (1984)
- DMB-85 (1985)
- Chashka Chaya (1986)
- Minnoe Pole im. 8 Marta (1986)
- Geenno-Ognennoe (1986)
- Neprestupnaya zabyvchivost' (1988)
- Chornaya Lentochka (1988)
- Zerkalo — dushi (1988)
- Tsvetochniy Korol (1989)
- Okkupatsiya (1989)
- V Gostyah U Veterana (1989)
- Pozhar V Mavzolee (1990)

### Álbumes recopilatorios remasterizados
- Semya Tsvetochnych Koroley (2001)
- Opera Magnum (2002)
- Mozart (2006)
- Strannye Igry Zapreschyonnoy Rock-Gruppy (S Orekhami I Vaflyami) (2006)
- Natsionalny Proyekt (2006)
- Tonkaya Efirnaya Substantsiya (2008)
- Eto Tvoya Rodina, Synok! (2008)
- Ti Stoyala U Morya (2008)
- Stereo (2008)
- Nashi i Vashi (2008)
- Povedenie V Bytu (2010)

### Lectura adicional
- Jemal, Geydar (1990).  In Zaitsev, Igor, ed. Soviet Rock: 25 Years in the Underground + 5 Years of Freedom (en inglés). Progress Publishers. pp. 111-138. ISBN 5-01-001983-3.

- Datos: Q4153390
- Multimedia: DK (band) / Q4153390